# Чарда Шебешфок
Чарда Шебешфок je рибља чарда на Великом Бачком каналу, у викенд насељу Шебешфок, у близини Бездана, у Специјалном резервату природе Горње Подунавље. Чарда је почела са радом 1985. године.

## О чарди
Чарда Шебешфок располаже са 200 места. Поседује затворен део, велику башту и сплав на самој води. У оквиру објекта налази се игралиште за децу као и паркинг простор. Са капацитетом у затвореном простору од 200 седећих места и са могућношћу коришћења баште, организују свадбе и све врсте прослава.
Уз сам објекат налази се бициклистичка стаза "Еуро Вело 6", бициклистичка стаза "Панонски пут мира" као и пут за гранични прелаз са Републиком Хрватском.

## Смештај
Чарда Шебешфок нуди у својој понуди смештај у собама и брвнарама. На располагању су двокреветне собе чији је укупан капацитет 12 особа. У близини чарде налазе се три двокреветне брвнаре.

## Угоститељска понуда
Специјалитет куће је чувени рибљи паприкаш. Служи се са домаћим резанцима који се на лицу места справљају. Паприкаш се кува по поруџбини.
Од осталих специјалитета чарде ту су конзервисана предјела димљених рибљих ђаконија, сухомеснати производи, велики извор пржене рибе.